# Кодоньє
Кодоньє (італ. Codogné, вен. Codogné) — муніципалітет в Італії, у регіоні Венето, провінція Тревізо.
Кодоньє розташоване на відстані близько 450 км на північ від Рима, 50 км на північ від Венеції, 27 км на північний схід від Тревізо.
Населення — 5320 осіб (2014).

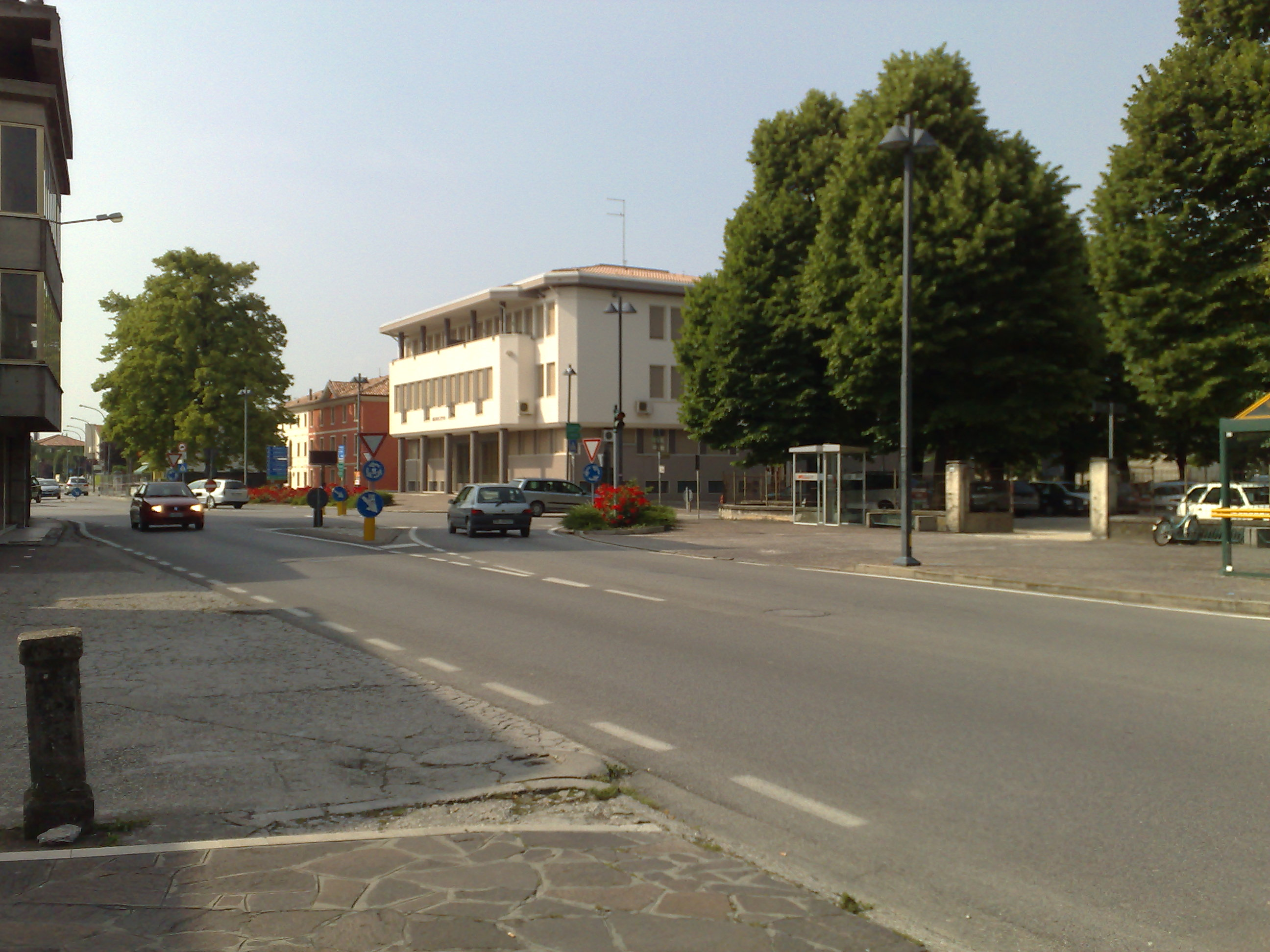

Щорічний фестиваль відбувається 30 листопада. Покровитель — Андрій Первозваний.

## Демографія
Населення за роками:

Станом на 1 січня 2023 року в муніципалітеті офіційно проживало 500 іноземців з 35 країн, серед них 168 громадян країн Євросоюзу та 26 громадян України.

## Сусідні муніципалітети
- Фонтанелле
- Гаярине
- Годега-ді-Сант'Урбано
- Марено-ді-П'яве
- Сан-Фйор
- Сан-Вендем'яно
- Ваццола